# ناحیه اینوود، میشیگان
ناحیه اینوود (به انگلیسی: Inwood Township) یک منطقهٔ مسکونی در ایالات متحده آمریکا است که در شهرستان اسکولکرافت واقع شده‌است.
 ناحیه اینوود  ۷۳۳ نفر جمعیت دارد و ۲۰۷ متر بالاتر از سطح دریا واقع شده‌است.